# Salvador Cleofás Murguía Villalobos

Bischofswappen von Salvador Cleofás Murguía Villalobos

Salvador Cleofás Murguía Villalobos SDB (* 25. September 1953 in León, Guanajuato, Mexiko) ist ein mexikanischer römisch-katholischer Ordensgeistlicher und Prälat der Territorialprälatur Mixes.

## Leben
Salvador Cleofás Murguía Villalobos trat der Ordensgemeinschaft der Salesianer Don Boscos bei und empfing am 11. Dezember 1982 das Sakrament der Priesterweihe.
Am 13. Juni 2018 ernannte ihn Papst Franziskus zum Prälaten der Mixe. Der emeritierte Erzbischof von Morelia, Alberto Kardinal Suárez Inda, spendete ihm am 2. August desselben Jahres die Bischofsweihe; Mitkonsekratoren waren der Erzbischof von Antequera, Pedro Vázquez Villalobos, und der emeritierte Prälat der Mixe, Héctor Guerrero Córdova SDB.